# Kirche des Erlösers und des heiligen Alfons von Liguori

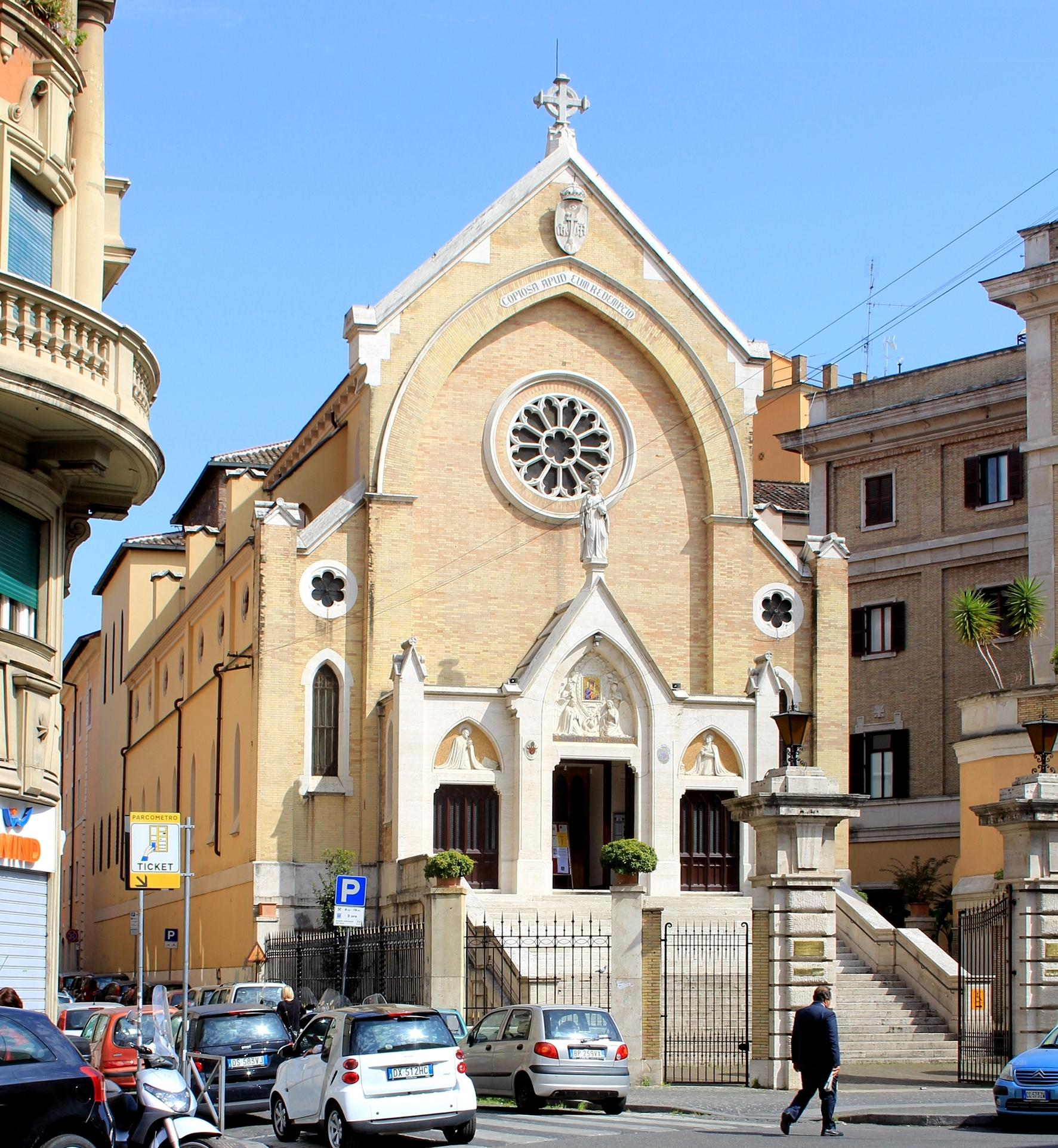
Kirche des Erlösers und des heiligen Alfons von Liguori

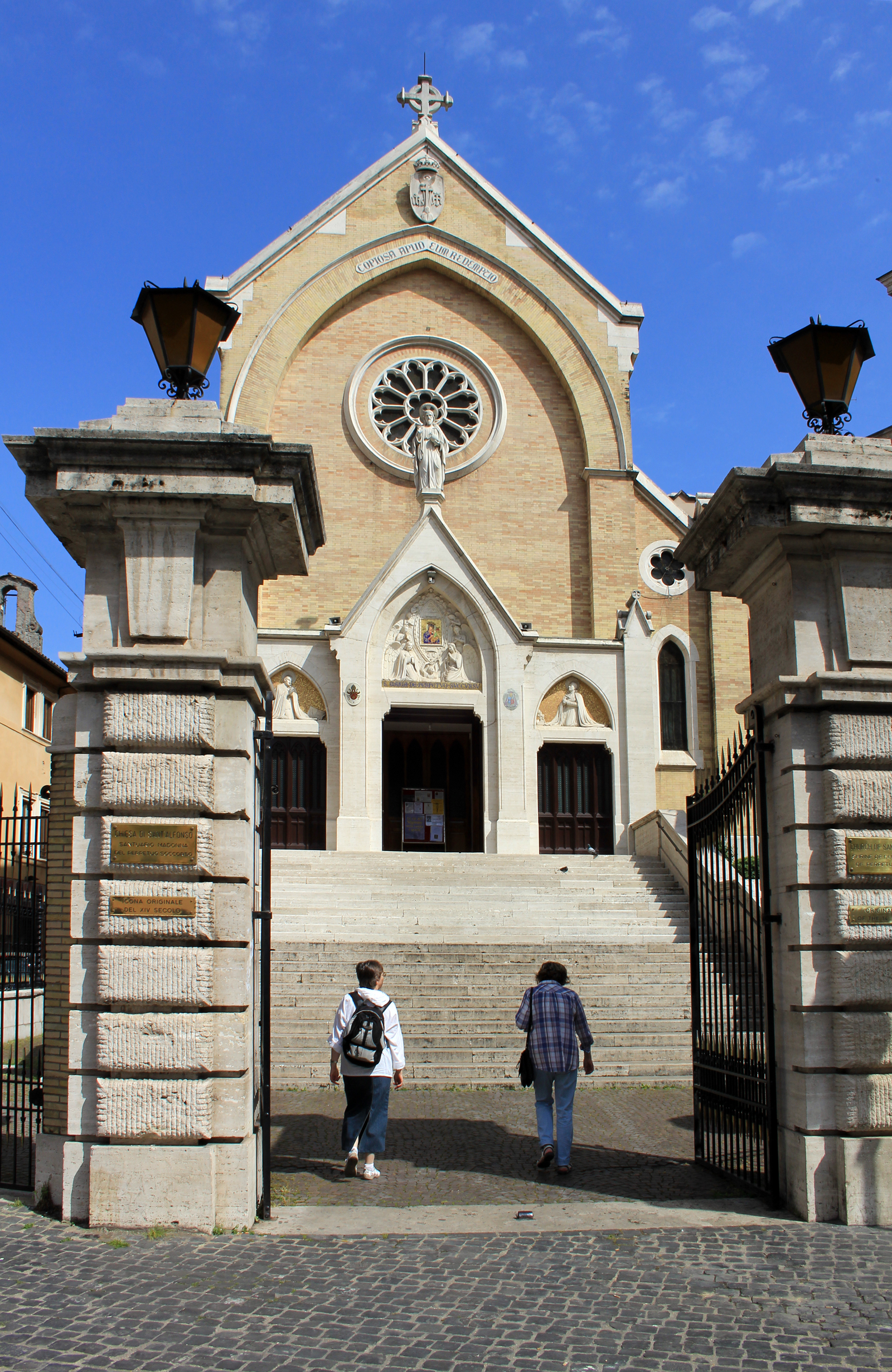
Chiesa del Santissimo Redentore e di Sant'Alfonso de' Liguori

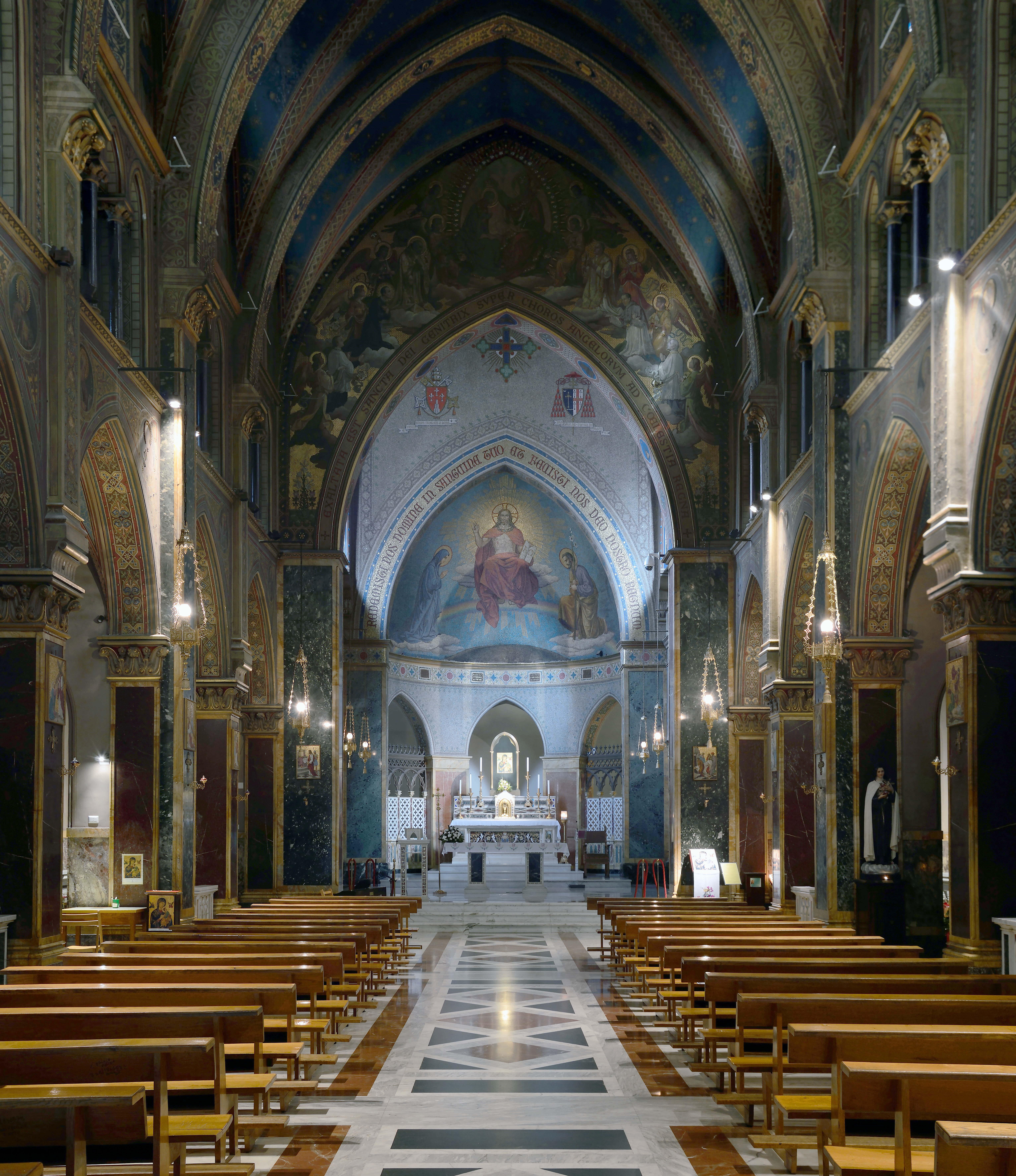
Innenraum

Die römisch-katholische Kirche des Erlösers und des heiligen Alfons von Liguori (italienisch Chiesa del Santissimo Redentore e di Sant’Alfonso, meist kurz Sant’Alfonso (all’Esquilino)) ist die Kirche des Generalats der Redemptoristen und der Accademia Alfonsiana im römischen Stadtviertel Esquilino. Die neugotische turmlose Basilika wurde 1855–1859 nach Plänen des Briten George Wigley erbaut. Papst Johannes XXIII. erhob sie 1960 zur Titelkirche. Sie beherbergt das Original des weltberühmten Gnadenbilds Unserer Lieben Frau von der Immerwährenden Hilfe.

## Geschichte
Sant’Alfonso war die erste römische Kirche im neugotischen Stil und eine der letzten, die unter päpstlicher Herrschaft erbaut wurden. 1853 hatten die Redemptoristen beschlossen, ihr Generalat von Pagani nach Rom zu verlegen. Die Kirche war 1859 vollendet, die Fertigstellung der umfangreichen Ordensgebäude dauerte noch bis zum Ende des Jahrhunderts. 1898–1900 wurde die dreitürige Portalvorhalle der Kirche hinzugefügt. Die Ikone der Immerwährenden Hilfe schenkte Papst Pius IX. den Redemptoristen 1867. Sie fand von hier aus in zahllosen Kopien und Reproduktionen Verbreitung.

## Architektur und Ausstattung
Die Kirche des Erlösers und des heiligen Alfons ist eine dreischiffige Basilika mit Umgangschor und Triforiums-Emporen nach dem Vorbild norditalienischer Bettelordenskirchen. Das Baumaterial ist Backstein mit Travertinelementen. Kreuzgratgewölbe, Pfeiler, Wände, Chorbogen und Apsis sind mit vielfarbiger figürlicher und ornamentaler Malerei und Mosaiken, u. a. von Max Schmalzl, bedeckt. Das Gnadenbild befindet sich zentral über dem Hochaltar.

## Kardinalpriester
- 1961–1967 Joseph Elmer Ritter
- 1967–1990 Josef Clemens Maurer
- 1991–2012 Anthony Joseph Bevilacqua
- seit 2014 Vincent Nichols